# Thiazole (groupe)
Pour les articles homonymes, voir Thiazole.
Les thiazoles sont une famille de composés organiques comportant un hétérocycle à cinq atomes, dont l'un est un atome d'azote, et un autre est un atome de soufre. Ce sont des dérivés sulfurés des azoles.
On peut dénombrer deux sous-groupes de thiazoles :
- les thiazoles, où le soufre et l'azote sont séparés par un atome de carbone
- les isothiazoles, où le soufre et l'azote sont directement liés.

Isothiazole
Thiazole

## Propriétés des thiazoles et sel de thiazolium
Les thiazoles sont des composés aromatiques.
Le groupe fonctionnel thiazole est une partie cruciale de la vitamine B1 (thiamine) et de l'épothilone. D'autres composés importants des thiazoles sont les benzothiazoles, dont font partie les composés fluorescents des lucioles, les luciférines.
Les thiazoles ont une structure similaire à celle des imidazoles. 

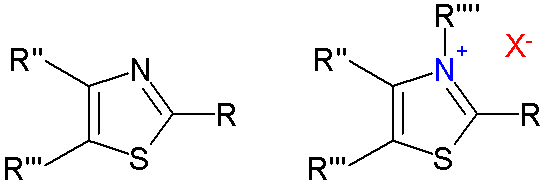
Structure des thiazoles (gauche) et des sels de thiazolium (droite)

L'atome d'azote peut être alkylé pour créer un cation thiazolium; les sels de thiazolium sont des catalyseurs dans la réaction de Stetter et dans la condensation de benzoïnes. Des colorants à base de thiazole sont utilisés pour teindre le coton.
Les oxazoles sont des composés proches des thiazoles ; elles ont un atome d'oxygène à la place de l'atome de soufre.

## Préparation
Les isothiazoles peuvent être synthétisés par réaction entre une iminothioamide et la chloramine
Les thiazoles peuvent être synthétisés par condensation de composé carbonylé α-halogéné avec un thioamide. On appelle ce type de réactions synthèse de Hantzsch pour les thiazoles. 